# Coupe du monde de ski alpin 2016-2017
Navigation
Édition précédente Édition suivante
La coupe du monde de ski alpin 2016-2017 est la 51e édition de la coupe du monde de ski alpin, compétition de ski alpin organisée annuellement. Elle se déroule du 22 octobre 2016 au 19 mars 2017. Elle est remportée chez les hommes par Marcel Hirscher pour la sixième fois consécutive (record) et chez les dames, pour la première fois, par Mikaela Shiffrin. 

## Déroulement de la saison

### Saison des messieurs
| \| Sölden Val d'Isère Val Gardena Alta Badia Madonna Santa Caterina Zagreb Adelboden Wengen Kitzbuhel Schladming Garmisch Kransjka Gora \| Les sites des compétitions situés dans les Alpes |
| Sölden Val d'Isère Val Gardena Alta Badia Madonna Santa Caterina Zagreb Adelboden Wengen Kitzbuhel Schladming Garmisch Kransjka Gora                                                        |

| \| Levi Stockholm Kvitfjell \| Les sites des compétitions dans les pays nordiques |
| Levi Stockholm Kvitfjell                                                          |

Le site de compétition nord-américain de Aspen (États-Unis) fait également partie du calendrier. Les épreuves prévues à Lake Louise (Canada) et Beaver Creek (États-Unis) ont été annulées.

### Saison des dames
| \| Sölden Val d'Isère Courchevel Zagreb Maribor Flachau Garmisch Cortina Kronplatz Crans-Montana Zauchensee Semmering Sestrières \| Les sites des compétitions situés dans les Alpes |
| Sölden Val d'Isère Courchevel Zagreb Maribor Flachau Garmisch Cortina Kronplatz Crans-Montana Zauchensee Semmering Sestrières                                                        |

| \| Levi Stockholm \| Les sites des compétitions dans les pays nordiques |
| Levi Stockholm                                                          |

Les sites de compétitions de Lake Louise (Canada), Aspen, Killington (États-Unis), et Jeongson (Corée du Sud) font également partie du calendrier.

## Classement général
| Rang | Nom                     | Points | Victoire(s) | Podium(s) |
| ---- | ----------------------- | ------ | ----------- | --------- |
| 1    | Marcel Hirscher         | 1 599  | 6           | 16        |
| 2    | Kjetil Jansrud          | 924    | 5           | 8         |
| 3    | Henrik Kristoffersen    | 903    | 5           | 7         |
| 4    | Alexis Pinturault       | 875    | 4           | 6         |
| 5    | Felix Neureuther        | 790    |             | 6         |
| 6    | Peter Fill              | 693    | 1           | 6         |
| 7    | Aleksander Aamodt Kilde | 668    |             | 3         |
| 8    | Dominik Paris           | 653    | 2           | 5         |
| 9    | Manfred Mölgg           | 580    | 1           | 3         |
| 10   | Hannes Reichelt         | 556    | 2           | 4         |
| 11   | Beat Feuz               | 447    |             | 3         |
| 12   | Carlo Janka             | 446    |             | 2         |
| 13   | Matthias Mayer          | 442    | 1           | 2         |
| 14   | Mathieu Faivre          | 440    | 1           | 3         |
| 15   | André Myhrer            | 434    | 1           | 1         |
| 16   | Erik Guay               | 430    |             | 2         |
| 17   | Leif Kristian Haugen    | 384    |             | 1         |
| 18   | Michael Matt            | 382    | 1           | 3         |
| 19   | Alexander Khoroshilov   | 372    |             | 3         |
| 20   | Bostjan Kline           | 352    | 1           | 1         |

| Rang | Nom                     | Points | Victoire(s) | Podium(s) |
| ---- | ----------------------- | ------ | ----------- | --------- |
| 1    | Mikaela Shiffrin        | 1 643  | 11          | 14        |
| 2    | Ilka Štuhec             | 1 325  | 7           | 13        |
| 3    | Sofia Goggia            | 1 197  | 2           | 13        |
| 4    | Lara Gut                | 1 023  | 5           | 9         |
| 5    | Federica Brignone       | 895    | 3           | 6         |
| 6    | Tessa Worley            | 870    | 3           | 7         |
| 7    | Tina Weirather          | 857    | 1           | 5         |
| 8    | Wendy Holdener          | 692    |             | 6         |
| 9    | Viktoria Rebensburg     | 651    |             | 2         |
| 10   | Petra Vlhová            | 589    | 1           | 3         |
| 11   | Veronika Velez Zuzulová | 565    | 1           | 5         |
| 12   | Nina Løseth             | 519    |             | 3         |
| 13   | Frida Hansdotter        | 468    | 1           | 3         |
| 14   | Marie-Michèle Gagnon    | 452    |             |           |
| 15   | Nicole Schmidhofer      | 448    |             |           |
| 16   | Stephanie Venier        | 434    |             | 2         |
| 17   | Elena Curtoni           | 426    |             | 2         |
| 18   | Marta Bassino           | 413    |             | 3         |
| 19   | Lindsey Vonn            | 411    | 1           | 4         |
| 20   | Ragnhild Mowinckel      | 399    |             |           |

## Classements de chaque discipline
Les noms en gras remportent les titres des disciplines.

### Descente
| Rang | Nom             | Points | Victoire(s) | Podium(s) |
| ---- | --------------- | ------ | ----------- | --------- |
| 1    | Peter Fill      | 454    | -           | 5         |
| 2    | Kjetil Jansrud  | 431    | 2           | 4         |
| 3    | Dominik Paris   | 371    | 2           | 2         |
| 4    | Beat Feuz       | 259    |             | 2         |
| 5    | Erik Guay       | 255    |             | 1         |
| 6    | Hannes Reichelt | 253    | 1           | 2         |
| 7    | Carlo Janka     | 240    |             | 1         |
| 8    | Matthias Mayer  | 237    |             | 1         |
| 9    | Adrien Théaux   | 233    |             |           |
| 10   | Bostjan Kline   | 230    | 1           | 1         |

| Rang | Nom                 | Points | Victoire(s) | Podium(s) |
| ---- | ------------------- | ------ | ----------- | --------- |
| 1    | Ilka Štuhec         | 597    | 4           | 6         |
| 2    | Sofia Goggia        | 460    | 1           | 5         |
| 3    | Lara Gut            | 360    | 1           | 3         |
| 4    | Lindsey Vonn        | 280    | 1           | 3         |
| 5    | Tina Weirather      | 256    |             | 1         |
| 6    | Johanna Schnarf     | 244    |             |           |
| 7    | Viktoria Rebensburg | 221    |             | 1         |
| 8    | Nicole Schmidhofer  | 208    |             |           |
| 9    | Laurenne Ross       | 204    |             |           |
| 10   | Christine Scheyer   | 196    | 1           | 1         |

### Super G
| Rang | Nom                     | Points | Victoire(s) | Podium(s) |
| ---- | ----------------------- | ------ | ----------- | --------- |
| 1    | Kjetil Jansrud          | 394    | 3           | 3         |
| 2    | Hannes Reichelt         | 303    | 1           | 3         |
| 3    | Aleksander Aamodt Kilde | 299    |             | 2         |
| 4    | Dominik Paris           | 277    |             | 3         |
| 5    | Peter Fill              | 226    | 1           | 1         |
| 6    | Max Franz               | 190    |             |           |
| 7    | Matthias Mayer          | 189    | 1           | 1         |
| 8    | Beat Feuz               | 187    |             | 1         |
| 9    | Erik Guay               | 175    |             | 2         |
| 10   | Mauro Caviezel          | 135    |             | 1         |

| Rang | Nom                | Points | Victoire(s) | Podium(s) |
| ---- | ------------------ | ------ | ----------- | --------- |
| 1    | Tina Weirather     | 435    | 1           | 4         |
| 2    | Ilka Štuhec        | 430    | 2           | 4         |
| 3    | Lara Gut           | 300    | 3           | 3         |
| 4    | Elena Curtoni      | 271    |             | 2         |
| 5    | Stephanie Venier   | 255    |             | 2         |
| 6    | Sofia Goggia       | 240    | 1           | 3         |
| 7    | Nicole Schmidhofer | 240    |             |           |
| 8    | Federica Brignone  | 222    |             | 1         |
| 9    | Tessa Worley       | 167    |             |           |
| 10   | Kajsa Kling        | 156    |             |           |

### Géant
| Rang | Nom                  | Points | Victoire(s) | Podium(s) |
| ---- | -------------------- | ------ | ----------- | --------- |
| 1    | Marcel Hirscher      | 733    | 4           | 8         |
| 2    | Mathieu Faivre       | 440    | 1           | 3         |
| 3    | Alexis Pinturault    | 439    | 3           | 4         |
| 4    | Felix Neureuther     | 370    |             | 2         |
| 5    | Henrik Kristoffersen | 328    |             | 1         |
| 6    | Leif Kristian Haugen | 282    |             | 1         |
| 7    | Stefan Luitz         | 281    |             | 1         |
| 8    | Matts Olsson         | 264    |             | 2         |
| 9    | Florian Eisath       | 252    |             | 1         |
| 10   | Philipp Schörghofer  | 184    |             | 1         |

| Rang | Nom                 | Points | Victoire(s) | Podium(s) |
| ---- | ------------------- | ------ | ----------- | --------- |
| 1    | Tessa Worley        | 685    | 3           | 7         |
| 2    | Mikaela Shiffrin    | 600    | 3           | 4         |
| 3    | Sofia Goggia        | 405    |             | 4         |
| 4    | Federica Brignone   | 370    | 2           | 3         |
| 5    | Lara Gut            | 360    | 1           | 3         |
| 6    | Marta Bassino       | 354    |             | 3         |
| 7    | Viktoria Rebensburg | 277    |             | 1         |
| 8    | Ana Drev            | 239    |             |           |
| 9    | Manuela Mölgg       | 236    |             | 1         |
| 10   | Ragnhild Mowinckel  | 188    |             |           |

### Slalom
| Rang | Nom                   | Points | Victoire(s) | Podium(s) |
| ---- | --------------------- | ------ | ----------- | --------- |
| 1    | Marcel Hirscher       | 735    | 2           | 7         |
| 2    | Henrik Kristoffersen  | 575    | 5           | 6         |
| 3    | Manfred Mölgg         | 476    | 1           | 3         |
| 4    | Felix Neureuther      | 420    |             | 4         |
| 5    | Michael Matt          | 382    | 1           | 3         |
| 6    | Alexander Khoroshilov | 372    |             | 3         |
| 7    | Stefano Gross         | 345    |             | 2         |
| 8    | Dave Ryding           | 338    |             | 1         |
| 9    | Andre Myhrer          | 284    | 1           | 1         |
| 10   | Mattias Hargin        | 270    |             |           |

| Rang | Nom                     | Points | Victoire(s) | Podium(s) |
| ---- | ----------------------- | ------ | ----------- | --------- |
| 1    | Mikaela Shiffrin        | 840    | 7           | 9         |
| 2    | Veronika Velez Zuzulová | 565    | 1           | 5         |
| 3    | Wendy Holdener          | 455    |             | 6         |
| 4    | Frida Hansdotter        | 432    | 1           | 3         |
| 5    | Petra Vlhová            | 411    | 1           | 3         |
| 6    | Šárka Strachová         | 394    |             | 2         |
| 7    | Nina Løseth             | 362    |             | 2         |
| 8    | Bernadette Schild       | 320    |             | 1         |
| 9    | Chiara Costazza         | 206    |             |           |
| 10   | Mélanie Meillard        | 195    |             |           |

### Combiné
| Rang | Nom                     | Points | Victoire(s) |
| ---- | ----------------------- | ------ | ----------- |
| 1    | Alexis Pinturault       | 111    | 1           |
| 2    | Niels Hintermann        | 100    | 1           |
| 3    | Aleksander Aamodt Kilde | 92     | -           |
| 4    | Justin Murisier         | 86     | -           |
| 5    | Marcel Hirscher         | 80     | -           |
| 5    | Maxence Muzaton         | 80     | -           |
| 7    | Valentin Giraud Moine   | 79     | -           |
| 8    | Frederic Berthold       | 60     | -           |
| 9    | Victor Muffat Jeandet   | 58     | -           |
| 10   | Mauro Caviezel          | 54     | -           |

| Rang | Nom                  | Points | Victoire(s) |
| ---- | -------------------- | ------ | ----------- |
| 1    | Ilka Štuhec          | 240    | 1           |
| 2    | Federica Brignone    | 220    | 1           |
| 3    | Wendy Holdener       | 140    | -           |
| 4    | Michaela Kirchgasser | 105    | -           |
| 5    | Michelle Gisin       | 104    | -           |
| 6    | Mikaela Shiffrin     | 100    | 1           |
| 7    | Marie-Michèle Gagnon | 100    | -           |
| 8    | Sofia Goggia         | 92     | -           |
| 9    | Ragnhild Mowinckel   | 67     | -           |
| 10   | Marusa Ferk          | 67     | -           |

## Coupe des nations
| Rang | Nation   | Points | Victoire(s) | Podium(s) |
| ---- | -------- | ------ | ----------- | --------- |
| 1    | Autriche | 8 966  | 12          | 25        |
| 2    | Italie   | 8 407  | 9           | 43        |
| 3    | Suisse   | 6 292  | 6           | 23        |
| 4    | France   | 5 285  | 9           | 20        |
| 5    | Norvège  | 4 932  | 10          | 25        |

| Rang | Nation   | Points | Victoire(s) | Podium(s) |
| ---- | -------- | ------ | ----------- | --------- |
| 1    | Autriche | 5 048  | 11          | 28        |
| 2    | France   | 3 668  | 6           | 13        |
| 3    | Norvège  | 3 589  | 10          | 22        |
| 4    | Italie   | 3 496  | 4           | 18        |
| 5    | Suisse   | 2 738  | 1           | 7         |

| Rang | Nation     | Points | Victoire(s) | Podium(s) |
| ---- | ---------- | ------ | ----------- | --------- |
| 1    | Italie     | 4 911  | 5           | 25        |
| 3    | Autriche   | 3 918  | 1           | 7         |
| 2    | Suisse     | 3 554  | 5           | 16        |
| 4    | États-Unis | 3 082  | 12          | 19        |
| 5    | Slovénie   | 1 958  | 7           | 13        |

## Calendrier et résultats

### Messieurs
| N°                                                     | Lieu           | Date             | Épreuve         | Vainqueur                                                                                         | Deuxième                                                                                          | Troisième                                                                                         |
| ------------------------------------------------------ | -------------- | ---------------- | --------------- | ------------------------------------------------------------------------------------------------- | ------------------------------------------------------------------------------------------------- | ------------------------------------------------------------------------------------------------- |
| 1                                                      | Sölden         | 23 octobre 2016  | Géant           | Alexis Pinturault                                                                                 | Marcel Hirscher                                                                                   | Felix Neureuther                                                                                  |
| 2                                                      | Levi           | 13 novembre 2016 | Slalom          | Marcel Hirscher                                                                                   | Michael Matt                                                                                      | Manfred Moelgg                                                                                    |
| —                                                      | Lake Louise    | 26 novembre 2016 | Descente        | Épreuves annulées (manque de neige), reportées à Santa Caterina (Super G) et Kvitfjell (Descente) | Épreuves annulées (manque de neige), reportées à Santa Caterina (Super G) et Kvitfjell (Descente) | Épreuves annulées (manque de neige), reportées à Santa Caterina (Super G) et Kvitfjell (Descente) |
| —                                                      | Lake Louise    | 27 novembre 2016 | Super G         | Épreuves annulées (manque de neige), reportées à Santa Caterina (Super G) et Kvitfjell (Descente) | Épreuves annulées (manque de neige), reportées à Santa Caterina (Super G) et Kvitfjell (Descente) | Épreuves annulées (manque de neige), reportées à Santa Caterina (Super G) et Kvitfjell (Descente) |
| —                                                      | Beaver Creek   | 2 décembre 2016  | Descente        | Épreuves annulées (manque de neige), reportées à Val d'Isère                                      | Épreuves annulées (manque de neige), reportées à Val d'Isère                                      | Épreuves annulées (manque de neige), reportées à Val d'Isère                                      |
| —                                                      | Beaver Creek   | 3 décembre 2016  | Super G         | Épreuves annulées (manque de neige), reportées à Val d'Isère                                      | Épreuves annulées (manque de neige), reportées à Val d'Isère                                      | Épreuves annulées (manque de neige), reportées à Val d'Isère                                      |
| —                                                      | Beaver Creek   | 4 décembre 2016  | Géant           | Épreuves annulées (manque de neige), reportées à Val d'Isère                                      | Épreuves annulées (manque de neige), reportées à Val d'Isère                                      | Épreuves annulées (manque de neige), reportées à Val d'Isère                                      |
| 3                                                      | Val d'Isère    | 2 décembre 2016  | Super G         | Kjetil Jansrud                                                                                    | Aksel Lund Svindal                                                                                | Dominik Paris                                                                                     |
| 4                                                      | Val d'Isère    | 3 décembre 2016  | Descente        | Kjetil Jansrud                                                                                    | Peter Fill                                                                                        | Aksel Lund Svindal                                                                                |
| 5                                                      | Val d'Isère    | 4 décembre 2016  | Géant           | Mathieu Faivre                                                                                    | Marcel Hirscher                                                                                   | Alexis Pinturault                                                                                 |
| 6                                                      | Val d'Isère    | 10 décembre 2016 | Géant           | Alexis Pinturault                                                                                 | Marcel Hirscher                                                                                   | Henrik Kristoffersen                                                                              |
| 7                                                      | Val d'Isère    | 11 décembre 2016 | Slalom          | Henrik Kristoffersen                                                                              | Marcel Hirscher                                                                                   | Alexander Khoroshilov                                                                             |
| 8                                                      | Val Gardena    | 16 décembre 2016 | Super G         | Kjetil Jansrud                                                                                    | Aleksander Aamodt Kilde                                                                           | Erik Guay                                                                                         |
| 9                                                      | Val Gardena    | 17 décembre 2016 | Descente        | Max Franz                                                                                         | Aksel Lund Svindal                                                                                | Steven Nyman                                                                                      |
| 10                                                     | Alta Badia     | 18 décembre 2016 | Géant           | Marcel Hirscher                                                                                   | Mathieu Faivre                                                                                    | Florian Eisath                                                                                    |
| 11                                                     | Alta Badia     | 19 décembre 2016 | Géant Parallèle | Cyprien Sarrazin                                                                                  | Carlo Janka                                                                                       | Kjetil Jansrud                                                                                    |
| 12                                                     | Madonna        | 22 décembre 2016 | Slalom          | Henrik Kristoffersen                                                                              | Marcel Hirscher                                                                                   | Stefano Gross                                                                                     |
| 13                                                     | Santa Caterina | 27 décembre 2016 | Super G         | Kjetil Jansrud                                                                                    | Hannes Reichelt                                                                                   | Dominik Paris                                                                                     |
| —                                                      | Santa Caterina | 28 décembre 2016 | Descente        | Épreuve annulée (rafales de vent) et non reprogrammée                                             | Épreuve annulée (rafales de vent) et non reprogrammée                                             | Épreuve annulée (rafales de vent) et non reprogrammée                                             |
| 14                                                     | Santa Caterina | 29 décembre 2016 | Super combiné   | Alexis Pinturault                                                                                 | Marcel Hirscher                                                                                   | Aleksander Aamodt Kilde                                                                           |
| 15                                                     | Zagreb         | 5 janvier 2017   | Slalom          | Manfred Moelgg                                                                                    | Felix Neureuther                                                                                  | Henrik Kristoffersen                                                                              |
| 16                                                     | Adelboden      | 7 janvier 2017   | Géant           | Alexis Pinturault                                                                                 | Marcel Hirscher                                                                                   | Philipp Schörghofer                                                                               |
| 17                                                     | Adelboden      | 8 janvier 2017   | Slalom          | Henrik Kristoffersen                                                                              | Manfred Moelgg                                                                                    | Marcel Hirscher                                                                                   |
| 18                                                     | Wengen         | 13 janvier 2017  | Super combiné   | Niels Hintermann                                                                                  | Maxence Muzaton                                                                                   | Frederic Berthold                                                                                 |
| —                                                      | Wengen         | 14 janvier 2017  | Descente        | Épreuve annulée (fortes chutes de neige), reportées à Garmisch                                    | Épreuve annulée (fortes chutes de neige), reportées à Garmisch                                    | Épreuve annulée (fortes chutes de neige), reportées à Garmisch                                    |
| 19                                                     | Wengen         | 15 janvier 2017  | Slalom          | Henrik Kristoffersen                                                                              | Marcel Hirscher                                                                                   | Felix Neureuther                                                                                  |
| 20                                                     | Kitzbühel      | 20 janvier 2017  | Super G         | Matthias Mayer                                                                                    | Christof Innerhofer                                                                               | Beat Feuz                                                                                         |
| 21                                                     | Kitzbühel      | 21 janvier 2017  | Descente        | Dominik Paris                                                                                     | Valentin Giraud Moine                                                                             | Johan Clarey                                                                                      |
| 22                                                     | Kitzbühel      | 22 janvier 2017  | Slalom          | Marcel Hirscher                                                                                   | Dave Ryding                                                                                       | Alexander Khoroshilov                                                                             |
| 23                                                     | Schladming     | 24 janvier 2017  | Slalom          | Henrik Kristoffersen                                                                              | Marcel Hirscher                                                                                   | Alexander Khoroshilov                                                                             |
| 24                                                     | Garmisch       | 27 janvier 2017  | Descente        | Travis Ganong                                                                                     | Kjetil Jansrud                                                                                    | Peter Fill                                                                                        |
| 25                                                     | Garmisch       | 28 janvier 2017  | Descente        | Hannes Reichelt                                                                                   | Peter Fill                                                                                        | Beat Feuz                                                                                         |
| 26                                                     | Garmisch       | 29 janvier 2017  | Géant           | Marcel Hirscher                                                                                   | Matts Olsson                                                                                      | Stefan Luitz                                                                                      |
| 27                                                     | Stockholm      | 31 janvier 2017  | City Event      | Linus Strasser                                                                                    | Alexis Pinturault                                                                                 | Mattias Hargin                                                                                    |
| St-Moritz Championnats du monde (6 au 19 février 2017) |                |                  |                 |                                                                                                   |                                                                                                   |                                                                                                   |
| 28                                                     | Kvitfjell      | 24 février 2017  | Descente        | Boštjan Kline                                                                                     | Matthias Mayer                                                                                    | Kjetil Jansrud                                                                                    |
| 29                                                     | Kvitfjell      | 25 février 2017  | Descente        | Kjetil Jansrud                                                                                    | Peter Fill                                                                                        | Beat Feuz                                                                                         |
| 30                                                     | Kvitfjell      | 26 février 2017  | Super G         | Peter Fill                                                                                        | Hannes Reichelt                                                                                   | Erik Guay                                                                                         |
| 31                                                     | Kranjska Gora  | 4 mars 2017      | Géant           | Marcel Hirscher                                                                                   | Leif Kristian Haugen                                                                              | Matts Olsson                                                                                      |
| 32                                                     | Kranjska Gora  | 5 mars 2017      | Slalom          | Michael Matt                                                                                      | Stefano Gross                                                                                     | Felix Neureuther                                                                                  |
| Finales                                                |                |                  |                 |                                                                                                   |                                                                                                   |                                                                                                   |
| 33                                                     | Aspen          | 15 mars 2017     | Descente        | Dominik Paris                                                                                     | Peter Fill                                                                                        | Carlo Janka                                                                                       |
| 34                                                     | Aspen          | 16 mars 2017     | Super G         | Hannes Reichelt                                                                                   | Dominik Paris                                                                                     | Aleksander Aamodt Kilde Mauro Caviezel                                                            |
| 35                                                     | Aspen          | 18 mars 2017     | Géant           | Marcel Hirscher                                                                                   | Felix Neureuther                                                                                  | Mathieu Faivre                                                                                    |
| 36                                                     | Aspen          | 19 mars 2017     | Slalom          | Andre Myhrer                                                                                      | Felix Neureuther                                                                                  | Michael Matt                                                                                      |

### Dames
| N°                                                     | Lieu                  | Date             | Épreuve         | Vainqueur                                                             | Deuxième                                                              | Troisième                                                             |
| ------------------------------------------------------ | --------------------- | ---------------- | --------------- | --------------------------------------------------------------------- | --------------------------------------------------------------------- | --------------------------------------------------------------------- |
| 1                                                      | Sölden                | 22 octobre 2016  | Géant           | Lara Gut                                                              | Mikaela Shiffrin                                                      | Marta Bassino                                                         |
| 2                                                      | Levi                  | 12 novembre 2016 | Slalom          | Mikaela Shiffrin                                                      | Wendy Holdener                                                        | Petra Vlhová                                                          |
| 3                                                      | Killington            | 26 novembre 2016 | Géant           | Tessa Worley                                                          | Nina Løseth                                                           | Sofia Goggia                                                          |
| 4                                                      | Killington            | 27 novembre 2016 | Slalom          | Mikaela Shiffrin                                                      | Veronika Velez Zuzulová                                               | Wendy Holdener                                                        |
| 5                                                      | Lake Louise           | 2 décembre 2016  | Descente        | Ilka Štuhec                                                           | Sofia Goggia                                                          | Kajsa Kling                                                           |
| 6                                                      | Lake Louise           | 3 décembre 2016  | Descente        | Ilka Štuhec                                                           | Lara Gut                                                              | Edit Miklós                                                           |
| 7                                                      | Lake Louise           | 4 décembre 2016  | Super G         | Lara Gut                                                              | Tina Weirather                                                        | Sofia Goggia                                                          |
| 8                                                      | Sestrières            | 10 décembre 2016 | Géant           | Tessa Worley                                                          | Sofia Goggia                                                          | Lara Gut                                                              |
| 9                                                      | Sestrières            | 11 décembre 2016 | Slalom          | Mikaela Shiffrin                                                      | Veronika Velez Zuzulová                                               | Wendy Holdener                                                        |
| 10                                                     | Val d'Isère           | 16 décembre 2016 | Super combiné   | Ilka Štuhec                                                           | Michelle Gisin                                                        | Sofia Goggia                                                          |
| 11                                                     | Val d'Isère           | 17 décembre 2016 | Descente        | Ilka Štuhec                                                           | Cornelia Hütter                                                       | Sofia Goggia                                                          |
| 12                                                     | Val d'Isère           | 18 décembre 2016 | Super G         | Lara Gut                                                              | Tina Weirather                                                        | Elena Curtoni                                                         |
| —                                                      | Courchevel            | 20 décembre 2016 | Géant           | Epreuve annulée (rafales de vents), reportée à Semmering              | Epreuve annulée (rafales de vents), reportée à Semmering              | Epreuve annulée (rafales de vents), reportée à Semmering              |
| 13                                                     | Semmering             | 27 décembre 2016 | Géant           | Mikaela Shiffrin                                                      | Tessa Worley                                                          | Manuela Moelgg                                                        |
| 14                                                     | Semmering             | 28 décembre 2016 | Géant           | Mikaela Shiffrin                                                      | Tessa Worley                                                          | Viktoria Rebensburg                                                   |
| 15                                                     | Semmering             | 29 décembre 2016 | Slalom          | Mikaela Shiffrin                                                      | Veronika Velez Zuzulová                                               | Wendy Holdener                                                        |
| 16                                                     | Zagreb                | 3 janvier 2017   | Slalom          | Veronika Velez Zuzulová                                               | Petra Vlhová                                                          | Šárka Strachová                                                       |
| 17                                                     | Maribor               | 7 janvier 2017   | Géant           | Tessa Worley                                                          | Sofia Goggia                                                          | Lara Gut                                                              |
| 18                                                     | Maribor               | 8 janvier 2017   | Slalom          | Mikaela Shiffrin                                                      | Wendy Holdener                                                        | Frida Hansdotter                                                      |
| 19                                                     | Flachau               | 10 janvier 2017  | Slalom          | Frida Hansdotter                                                      | Nina Løseth                                                           | Wendy Holdener Mikaela Shiffrin                                       |
| —                                                      | Altenmarkt-Zauchensee | 14 janvier 2017  | Descente        | Épreuve annulée (fortes chutes de neige), reportée au 15 janvier 2017 | Épreuve annulée (fortes chutes de neige), reportée au 15 janvier 2017 | Épreuve annulée (fortes chutes de neige), reportée au 15 janvier 2017 |
| 20                                                     | Altenmarkt-Zauchensee | 15 janvier 2017  | Descente        | Christine Scheyer                                                     | Tina Weirather                                                        | Jacqueline Wiles                                                      |
| —                                                      | Altenmarkt-Zauchensee | 15 janvier 2017  | Super combiné   | Épreuve annulée, remplacée par une descente, reportée à Crans-Montana | Épreuve annulée, remplacée par une descente, reportée à Crans-Montana | Épreuve annulée, remplacée par une descente, reportée à Crans-Montana |
| 21                                                     | Garmisch              | 21 janvier 2017  | Descente        | Lindsey Vonn                                                          | Lara Gut                                                              | Viktoria Rebensburg                                                   |
| 22                                                     | Garmisch              | 22 janvier 2017  | Super G         | Lara Gut                                                              | Stephanie Venier                                                      | Tina Weirather                                                        |
| 23                                                     | Kronplatz             | 24 janvier 2017  | Géant           | Federica Brignone                                                     | Tessa Worley                                                          | Marta Bassino                                                         |
| 24                                                     | Cortina d'Ampezzo     | 28 janvier 2017  | Descente        | Lara Gut                                                              | Sofia Goggia                                                          | Ilka Štuhec                                                           |
| 25                                                     | Cortina d'Ampezzo     | 29 janvier 2017  | Super G         | Ilka Štuhec                                                           | Sofia Goggia                                                          | Anna Veith                                                            |
| 26                                                     | Stockholm             | 31 janvier 2017  | City Event      | Mikaela Shiffrin                                                      | Veronika Velez Zuzulova                                               | Nina Løseth                                                           |
| St-Moritz Championnats du monde (6 au 19 février 2017) |                       |                  |                 |                                                                       |                                                                       |                                                                       |
| 27                                                     | Crans-Montana         | 24 février 2017  | Super combiné , | Federica Brignone                                                     | Ilka Štuhec                                                           | Michaela Kirchgasser                                                  |
| 28                                                     | Crans-Montana         | 25 février 2017  | Super G         | Ilka Štuhec                                                           | Elena Curtoni                                                         | Stéphanie Venier                                                      |
| 29                                                     | Crans-Montana         | 26 février 2017  | Super combiné   | Mikaela Shiffrin                                                      | Federica Brignone                                                     | Ilka Štuhec                                                           |
| 30                                                     | Jeongseon             | 4 mars 2017      | Descente        | Sofia Goggia                                                          | Lindsey Vonn                                                          | Ilka Štuhec                                                           |
| 31                                                     | Jeongseon             | 5 mars 2017      | Super G         | Sofia Goggia                                                          | Lindsey Vonn                                                          | Ilka Štuhec                                                           |
| 32                                                     | Squaw Valley          | 10 mars 2017     | Géant           | Mikaela Shiffrin                                                      | Sofia Goggia                                                          | Tessa Worley                                                          |
| 33                                                     | Squaw Valley          | 11 mars 2017     | Slalom          | Mikaela Shiffrin                                                      | Sarka Strachova                                                       | Bernadette Schild                                                     |
| Finales                                                |                       |                  |                 |                                                                       |                                                                       |                                                                       |
| 34                                                     | Aspen                 | 15 mars 2017     | Descente        | Ilka Štuhec                                                           | Lindsey Vonn                                                          | Sofia Goggia                                                          |
| 35                                                     | Aspen                 | 16 mars 2017     | Super G         | Tina Weirather                                                        | Ilka Štuhec                                                           | Federica Brignone                                                     |
| 36                                                     | Aspen                 | 18 mars 2017     | Slalom          | Petra Vlhová                                                          | Mikaela Shiffrin                                                      | Frida Hansdotter                                                      |
| 37                                                     | Aspen                 | 19 mars 2017     | Géant           | Federica Brignone                                                     | Sofia Goggia                                                          | Marta Bassino                                                         |

### Mixte
| Date         | Lieu  | Épreuve     | Vainqueur | Second | Troisième |
| ------------ | ----- | ----------- | --- | --- | --- |
| 17 mars 2017 | Aspen | Par équipes | Suède- Frida Hansdotter - Maria Pietilä Holmner - Emelie Wikström - Mattias Hargin - André Myhrer - Matts Olsson | Allemagne- Lena Dürr - Christina Geiger - Marina Wallner - Stefan Luitz - Felix Neureuther - Linus Strasser | France- Adeline Baud Mugnier - Coralie Frasse Sombet - Jean-Baptiste Grange - Julien Lizeroux - Cyprien Sarrazin |